# NGC 5266A
NGC 5266A је спирална галаксија у сазвежђу Кентаур која се налази на NGC листи објеката дубоког неба.
Деклинација објекта је - 48° 20' 32" а ректасцензија 13h 40m 37,0s. Привидна величина (магнитуда) објекта NGC 5266 износи 12,0 а фотографска магнитуда 12,7. NGC 5266A је још познат и под ознакама ESO 220-30, AM 1337-480, IRAS 13375-4805, PGC 48390.